# Prosimulium morotoense
Prosimulium morotoense är en tvåvingeart som först beskrevs av Mccrae och Prentice 1965.  Prosimulium morotoense ingår i släktet Prosimulium och familjen knott.
Artens utbredningsområde är Uganda. Inga underarter finns listade i Catalogue of Life.